# Polygonia triangulum
Polygonia triangulum är en fjärilsart som beskrevs av Fabricius 1793. Polygonia triangulum ingår i släktet Polygonia och familjen praktfjärilar. Inga underarter finns listade i Catalogue of Life.